# Maire de Madrid
Le maire de Madrid (en espagnol, alcalde de Madrid) est la personne élue qui dirige la municipalité de la ville de Madrid.

## Histoire
Initialement, Henri III institue en 1393 la charge de corrégidor en Castille qui est mise définitivement en application par les Rois catholiques en 1480. Le corrégidor dépend alors directement du président du Conseil de Castille et sa juridiction s'étend sur tous les lieux du « corregimiento » de Madrid, qui comprend non seulement la ville, mais aussi 36 autres lieux de population aux environs de Madrid; en 1746, Ferdinand VI supprime la charge, nommant à sa place un gouverneur politique et militaire, mais il annule cette réforme dès l'année suivante.
Pendant le triennat libéral de 1820 à 1823, il est remplacé par un maire (alcalde) constitutionnel. Le corrégidor revient ensuite jusqu'en 1833, date à laquelle il est remplacé définitivement par un maire élu ou nommé selon les périodes.
Avec la division territoriale de 1833 (es), la charge de corrégidor est remplacée par celle de maire, laquelle s'est maintenue jusqu'à nos jours à l'exception de deux périodes : durant la dictature de Primo de Rivera entre 1923 et 1930 et après la révolution de 1934, quand les municipalités sont suspendues en Espagne. La charge des administrations locales est alors confiée à une commission de gestion créée dans ce but. Pendant la période franquiste, les maires sont nommés par le pouvoir politique. Enfin, depuis 1979, le maire est élu par le conseil issu des élections municipales qui se déroulent tous les quatre ans.

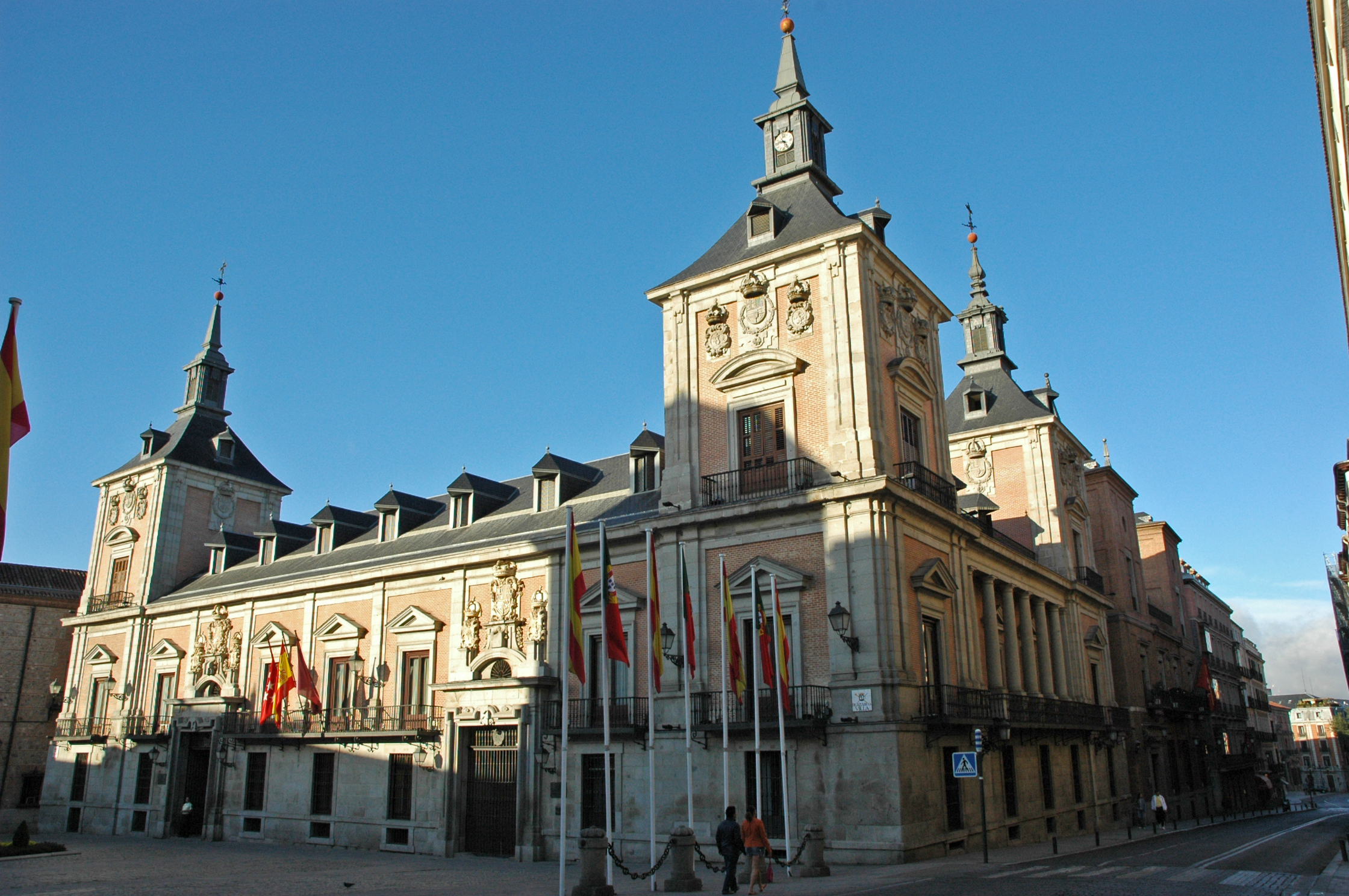
La Casa de la Villa, ancien siège de la mairie de Madrid, sur la place de la Bourgade (Villa).
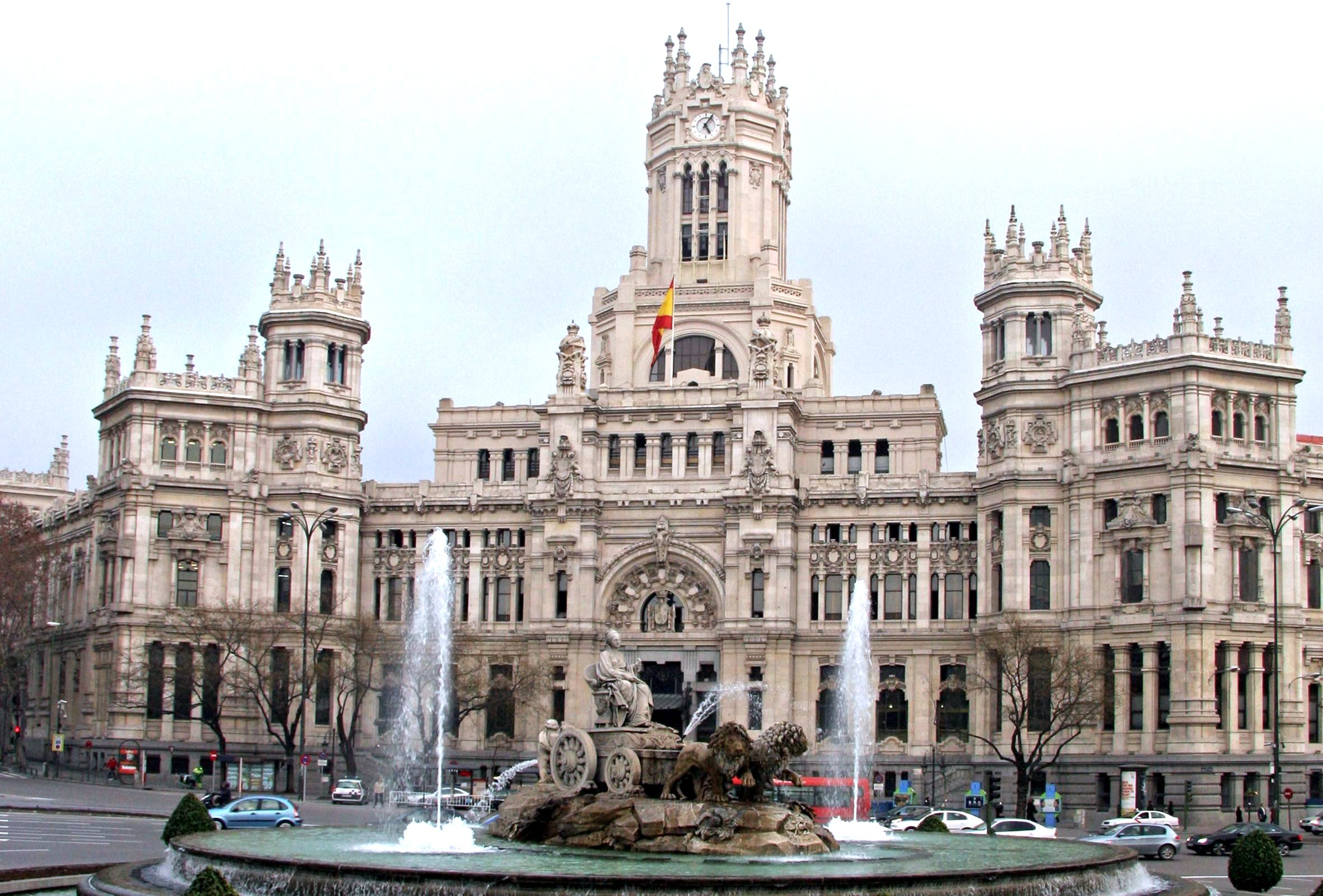
Le palais des Communications, siège actuel de la mairie de Madrid (depuis 2011)

## Liste
Les noms des corrégidors et alcaldes issus de la noblesse sont accompagnés de leurs titres de noblesse, par lesquels ils sont habituellement connus dans l'historiographie espagnole.
| Début'                                                                                 | Maire                                                                   | Notes |
| Ancien Régime: Corrégidors                                                             |                                                                         | |
| ....                                                                                   | ....                                                                    | |
| 1472                                                                                   | Diego Cabeza de Vaca                                                    | |
| 1473                                                                                   | Fernando Gómez de Ayala                                                 | |
| 1477                                                                                   | Juan de Bobadilla                                                       | |
| 1478                                                                                   | Alonso de Heredia                                                       | |
| 1479                                                                                   | Rodrigo de Mercado                                                      | |
| 1483                                                                                   | Juan de Torres                                                          | |
| 1484                                                                                   | Antonio García de la Cuadra                                             | |
| 1485                                                                                   | Alonso del Águila                                                       | |
| 1487                                                                                   | Juan Pérez de Barradas                                                  | |
| 1487                                                                                   | Pedro Suárez de Frías                                                   | |
| 1491                                                                                   | Tristán de Silva                                                        | |
| 1492                                                                                   | Juan de Valderrama                                                      | |
| 1494                                                                                   | Licenciado Cristóbal de Toro                                            | |
| 1499                                                                                   | Alonso Martínez de Angulo                                               | |
| 1503                                                                                   | Licenciado Lorenzo de Maldonado                                         | |
| 1506                                                                                   | Pedro Vélez de Guevara                                                  | |
| 1508                                                                                   | Sancho Pérez Machuca                                                    | |
| 1510                                                                                   | Francisco de Nero                                                       | |
| 1510                                                                                   | Pedro Vaca                                                              | |
| 1514                                                                                   | Pedro Conrella                                                          | |
| 1516                                                                                   | Alonso de Castilla                                                      | |
| 1518                                                                                   | Juan de Guevara                                                         | |
| 1520                                                                                   | Licenciado Astudillo                                                    | |
| 1521                                                                                   | Martín Acuña                                                            | |
| 1522                                                                                   | Juan Manrique de Luna                                                   | |
| 1528                                                                                   | Pedro Ordóñez de Villaquirán                                            | |
| 1531                                                                                   | Antonio Vázquez de Cepeda                                               | |
| 1535                                                                                   | Pedro de Quijada                                                        | |
| 1535                                                                                   | Marcos de Barrionuevo                                                   | |
| 1537                                                                                   | Sancho de Córdoba                                                       | |
| 1540                                                                                   | Doctor Suárez de Toledo                                                 | |
| 1541                                                                                   | Pedro Núñez de Avellaneda                                               | |
| 1543                                                                                   | Licenciado Antonio de Mena                                              | |
| 1544                                                                                   | Alonso de Tovar                                                         | |
| 1547                                                                                   | Licenciado Alfaro                                                       | |
| 1548                                                                                   | Juan de Acuña                                                           | |
| 1551                                                                                   | Licenciado Céspedes de Oviedo                                           | |
| 1557                                                                                   | Licenciado Arévalo                                                      | |
| 1559                                                                                   | Ruy Barba Coronado                                                      | |
| 1560                                                                                   | José de Beteta                                                          | |
| 1561                                                                                   | Francisco Argote                                                        | |
| 1563                                                                                   | Ruiz de Villaquirán                                                     | |
| 1565                                                                                   | Francisco de Sotomayor                                                  | |
| 1567                                                                                   | Doctor Fernia                                                           | |
| 1569                                                                                   | Antonio de Lugo                                                         | |
| 1573                                                                                   | Lázaro de Quiñones                                                      | |
| 1575                                                                                   | Licenciado Martín de Espinosa                                           | |
| 1579                                                                                   | Luis Gaitán de Ayala                                                    | 1re fois. |
| 1583                                                                                   | Alonso de Cárdenas                                                      | |
| 1587                                                                                   | Luis Gaitán de Ayala                                                    | 2e fois. |
| 1592                                                                                   | Rodrigo de Ayala                                                        | |
| 1599                                                                                   | Mosén Ruiz de Bracamonte                                                | |
| 1602                                                                                   | Licenciado Silva de Torres                                              | |
| 1607                                                                                   | Gonzalo Manuel                                                          | |
| 1612                                                                                   | Pedro de Guzmán                                                         | |
| 1618                                                                                   | Pedro de Villasis, comte d'Argamasilla                                  | |
| 1622                                                                                   | Juan de Castro y Castilla, comte de Montalbo                            | 1re fois. Nommé à seulement 18 ans. |
| 1625                                                                                   | Francisco de Brizuelas y Cárdenas                                       | |
| 1630                                                                                   | Nuño de Mújica                                                          | |
| 1634                                                                                   | Pedro Fernández de Velasco y del Campo, comte de la Revilla             | Mort en charge. |
| 1636                                                                                   | Juan de Castro y Castilla, comte de Montalbo                            | 2e fois. |
| 1638                                                                                   | Juan Antonio Freile de Arellano                                         | |
| 1641                                                                                   | Francisco Arévalo de Zuazo                                              | |
| 1644                                                                                   | Álvaro Queipo de Llano y Valdés, vicomte de Matarrosa                   | 1re fois. |
| 1649                                                                                   | Íñigo Fernández de Córdoba y Mendoza, comte de Torralva                 | |
| 1649                                                                                   | Luis Jerónimo de Contreras, vicomte de La Laguna                        | Plus tard il est fait comte de Cobatillas.                                                                                                 |
| 1654                                                                                   | Álvaro Queipo de Llano y Valdés, vicomte de Matarrosa                   | 2e fois. |
| 1657                                                                                   | Martín de Arrese Girón, marquis de Casares                              | |
| 1664                                                                                   | Alonso de Navarra y Haro                                                | |
| 1666                                                                                   | Francisco de Herrera Enríquez, marquis de Ugena                         | 1re fois. |
| 1672                                                                                   | Baltasar de Rivadeneira Zúñiga, marquis de la Vega                      | |
| 1678                                                                                   | Francisco de Herrera Enríquez, marquis de Ugena                         | 2e fois. |
| 1682                                                                                   | Gutierre Bernardo de Quirós y de las Alas, marquis de Camposagrado      | |
| 1683                                                                                   | Lorenzo de Villavicencio y Benítez, marquis de Valhermoso               | |
| 1690                                                                                   | Francisco Ronquillo Briceño, marquis de Villanueva de las Torres        | 1re fois. |
| 1694                                                                                   | Francisco Nieto de Silva y Loaisa, comte de Arco et de Guaro            | |
| 1697                                                                                   | Francisco de Vargas y Lezama                                            | |
| 1699                                                                                   | Francisco Ronquillo Briceño, marquis de Villanueva de las Torres        | 2e fois, par acclamation populaire après l'émeute des chats.                                                                               |
| 1703                                                                                   | Fernando de Matanza Corcuera, marquis de Fuente Pelayo                  | |
| 1707                                                                                   | Alonso Pérez de Saavedra y Narváez, comte de la Jarosa                  | 1re fois. |
| 1710                                                                                   | Antonio Sanguineto y Zayas                                              | |
| 1713                                                                                   | Alonso Pérez de Saavedra y Narváez, comte de la Jarosa                  | 2e fois. |
| 1715                                                                                   | Francisco Antonio de Salcedo y Aguirre, marquis de Vadillo              | Mort en charge. |
| 1729                                                                                   | José de Pasamonte                                                       | Intérimaire. |
| 1730                                                                                   | Martín González de Arce                                                 | |
| 1731                                                                                   | Urbano de Ahumada y Guerrero, marquis de Monte Alto                     | |
| 1746                                                                                   | Antonio Pedro de Nolasco y Lanzón, comte de Maceda et de Taboada        | Ferdinand VI supprime la charge de corrégidor, créant celle de gouverneur politique et militaire.                                          |
| 1747                                                                                   | Antonio de Heredia y Bazán, marquis del Rafal                           | Le gouvernement politique et militaire est supprimé et on rétablit la charge de corrégidor. Mort en charge.                                |
| 1753                                                                                   | Juan Francisco de Luján y Arce                                          | |
| 1765                                                                                   | Alonso Pérez Delgado                                                    | Mort en charge. |
| 1776                                                                                   | Andrés Gómez de la Vega                                                 | |
| 1777                                                                                   | José Antonio de Armona y Murga                                          | |
| 1792                                                                                   | Juan de Morales Guzmán y Tovar                                          | |
| 1803                                                                                   | José Urbina                                                             | |
| 1805                                                                                   | José de Marquina Galindo                                                | |
| 1808                                                                                   | Pedro de Mora y Lomas                                                   | |
| 1810                                                                                   | Dámaso de la Torre                                                      | |
| 1811                                                                                   | Manuel García de la Prada                                               | |
| 1812                                                                                   | Juan Antonio Pico                                                       | |
| 1812                                                                                   | Manuel Arizcún y Horcasitas, marquis de Iturbieta                       | 1re fois. |
| 1812                                                                                   | Carlos Pando y Álava, comte de Villapaterna                             | Il fuit à Cadix devant l'arrivée des Français.                                                                                             |
| 1812                                                                                   | Pedro Sainz de Baranda y Gorriti                                        | 1re fois. |
| 1812                                                                                   | Magín Ferrer                                                            | |
| 1812                                                                                   | Frutos Álvarez Benito                                                   | |
| 1813                                                                                   | Manuel Arizcún y Horcasitas, marquis de Iturbieta                       | 2e fois. |
| 1813                                                                                   | Pedro Sainz de Baranda y Gorriti                                        | 2e fois. |
| 1814                                                                                   | comte de Moctezuma                                                      | |
| 1814                                                                                   | Juan de Mata Garro Robles, marquis de las Hormazas                      | |
| 1816                                                                                   | José Manuel Arjona y Cuba                                               | |
| Triennat libéral : Maires constitutionnels                                             |                                                                         | |
| 1820                                                                                   | Pedro Sainz de Baranda y Gorriti                                        | 3e fois. |
| 1820                                                                                   | Rodrigo de Aranda                                                       | |
| 1820                                                                                   | Félix Ovalle                                                            | |
| 1820                                                                                   | José Pío de Molina                                                      | 1re fois. |
| 1821                                                                                   | Fernando Mª Pérez del Pulgar y Velázquez, comte de Clavijo              | |
| 1821                                                                                   | Hilario de Mendinueta, comte de Goyeneche                               | |
| 1822                                                                                   | José Gabriel de Silva y Bazán, marquis de Santa Cruz                    | |
| 1822                                                                                   | Ramon Casella                                                           | |
| 1822                                                                                   | Cayetano Rubio                                                          | |
| 1822                                                                                   | Miguel Nájera                                                           | |
| 1822                                                                                   | Arias Gonzalo de Mendoza                                                | |
| 1823                                                                                   | Jose Pío de Molina                                                      | 2e fois. |
| 1823                                                                                   | Luis Beltrán de Leo                                                     | |
| Décennie abominable: Corrégidors                                                       |                                                                         | |
| 1824                                                                                   | Joaquín Lorenzo Mozo                                                    | |
| 1824                                                                                   | León de la Cámara Cano                                                  | |
| 1828                                                                                   | Tadeo Ignacio Gil                                                       | |
| 1830                                                                                   | Domingo María de Barrafón                                               | |
| 1834                                                                                   | Pedro Manuel Velluti López de Ayala, marquis de Falces                  | |
| 1835                                                                                   | Jose María Galdeano                                                     | |
| 1835                                                                                   | Joaquín Vizcaíno, marquis viudo de Pontejos                             | |
| La charge de corrégidor est supprimée et remplacée par celle de maire constitutionnel. |                                                                         | |
| 1836                                                                                   | Juan Losaña                                                             | |
| 1837                                                                                   | Manuel María Basualdo                                                   | |
| 1837                                                                                   | Juan Bautista del Llano                                                 | |
| 1838                                                                                   | Victor López Molina                                                     | |
| 1838                                                                                   | Manuel Ruiz Oganio                                                      | |
| 1839                                                                                   | Tomás Fernández Vallejo                                                 | |
| 1839                                                                                   | Luis Osenalde                                                           | |
| 1840                                                                                   | Salustiano de Olózaga Almandoz                                          | |
| 1840                                                                                   | Joaquín María de Ferrer y Cafranga                                      | |
| 1840                                                                                   | Francisco Javier Ferro Mateo                                            | |
| 1841                                                                                   | Tomas de Linacero                                                       | |
| 1842                                                                                   | Tomas de Linacero                                                       | |
| 1842                                                                                   | José Justiniani Ramírez de Arellano, marquis de Peñaflorida             | |
| 1843                                                                                   | Juan de Dios Álvarez Mendizábal                                         | |
| 1843                                                                                   | Ignacio de Olea                                                         | |
| 1843                                                                                   | Jacinto Félix Doménech                                                  | |
| 1843                                                                                   | Manuel de Larrain                                                       | |
| 1844                                                                                   | Joaquín José de Muro y Vidaurreta, marquis de Someruelos                | |
| 1844                                                                                   | Manuel de Bárbara                                                       | |
| 1845                                                                                   | Pedro Colón de Toledo y Ramírez de Baquedano, duc de Veragua            | |
| 1846                                                                                   | Jose Laplana                                                            | |
| 1847                                                                                   | Angel García Arista y García de Tejada, comte de Vistahermosa           | |
| 1848                                                                                   | Francisco de Borja de Silva Bazán, marquis de Santa Cruz                | |
| 1851                                                                                   | Luis Piernas                                                            | |
| 1852                                                                                   | Francisco Javier de Quinto y Cortés, comte de Quinto                    | |
| 1854                                                                                   | José Seco Baldor                                                        | |
| 1855                                                                                   | Valentín Ferraz y Barrau                                                | |
| 1857                                                                                   | Jacobo Fitz-James Stuart y Ventimiglia, duc de Berwick et de Alba       | |
| 1857                                                                                   | Carlos Marfori                                                          | |
| 16 octobre 1857                                                                        | José Isidro Osorio y Silva-Bazán, duc de Sesto                          | |
| 6 octobre 1864                                                                         | José Mesía Pando, duc de Tamames                                        | |
| 11 novembre 1864                                                                       | Francisco Javier Arias Dávila y Matheu, comte de Puñonrostro            | |
| 1er janvier 1865                                                                       | José María Diego de León, comte de Belascoain                           | |
| 23 avril 1865                                                                          | Jose Ramón Osorio                                                       | |
| 1865                                                                                   | José Mariano Quindós y Tejada, marquis de San Saturnino                 | |
| 1866                                                                                   | Juan Bautista Cabrera y Bernuy, marquis de Villaseca                    | |
| 1867                                                                                   | José Nieulant y Sánchez Pleites, marquis de Villamagna                  | |
| 1867                                                                                   | Francisco Caballero y Rozas, marquis viudo de Villar                    | 1re fois. |
| Sexenio Democrático et Première République                                             |                                                                         | |
| 1868                                                                                   | Nicolás María Rivero                                                    | Du Parti démocratique. |
| 1870                                                                                   | Manuel María José de Galdo                                              | |
| 1870                                                                                   | Fernando Hidalgo Saavedra                                               | |
| 1872                                                                                   | Ángel Carvajal y Fernández de Córdoba, marquis de Sardoal               | 1re fois. |
| 1872                                                                                   | Carlos María Ponte                                                      | |
| 9 novembre 1872                                                                        | Simeón Ávalos                                                           | |
| 1873                                                                                   | Pedro Menéndez Vega                                                     | |
| 1873                                                                                   | Pedro Bernardo Orcasitas                                                | |
| 1874                                                                                   | Ángel Carvajal y Fernández de Córdoba, marquis de Sardoal               | 2e fois. |
| Restauration de la monarchie                                                           |                                                                         | |
| 30 décembre 1874                                                                       | Francisco de Borja Queipo de Llano (es), comte de Toreno                | Descendant du vicomte de Matarrosa, corrégidor en 1647.                                                                                    |
| 10 décembre 1875                                                                       | Luis Martos y Potestad, comte de Heredia Spínola                        | |
| 13 février 1877                                                                        | Francisco Caballero y Rozas (es), marquis de Torneros                   | 2e fois. |
| 12 février 1881                                                                        | José Abascal y Carredano (es)                                           | 1re fois. |
| 11 mai 1883                                                                            | Estanislao Urquijo y Landaluce (es), marquis de Urquijo                 | |
| 17 septembre 1883                                                                      | Pedro Martínez Luna                                                     | Intérimaire. |
| 1884                                                                                   | Gonzalo de Saavedra y Cueto, marquis de Bogaraya                        | |
| 1885                                                                                   | Alberto Bosch y Fustegueras (es)                                        | 1re fois. |
| 1885                                                                                   | José Abascal y Carredano (es)                                           | 2e fois. |
| 1889                                                                                   | Andrés Mellado (es)                                                     | |
| 1890                                                                                   | Cayetano Sánchez Bustillo (es)                                          | |
| 1890                                                                                   | Narciso García Loygorri y Rizo, duc de Vistahermosa                     | Fils du comte de Vistahermosa, maire en 1847.                                                                                              |
| 1890                                                                                   | Faustino Rodríguez San Pedro (es)                                       | |
| 1891                                                                                   | Alberto Bosch y Fustegueras (es)                                        | 2e fois. |
| 1892                                                                                   | Francisco de Cubas y González Montes, marquis de Cubas                  | |
| 1892                                                                                   | Nicolás de Peñalver y Zamora (es), comte de Peñalver                    | 1re fois. |
| 16 décembre 1892                                                                       | Manuel Mariátegui y Vinyals (es), comte de San Bernardo                 | |
| 1894                                                                                   | Santiago de Angulo Ortiz de Traspeña (es)                               | |
| 1894                                                                                   | Álvaro de Figueroa y Torres, comte de Romanones                         | Libéral, 1re fois. |
| 26 mars 1895                                                                           | Nicolás de Peñalver y Zamora (es), comte de Peñalver                    | 2e fois. |
| 13 février 1896                                                                        | Eduardo Rojas Alonso, comte de Montarco                                 | |
| 1896                                                                                   | Joaquín Sánchez de Toca Calvo                                           | Conservateur, 1re fois. |
| 4 octobre 1897                                                                         | Álvaro de Figueroa y Torres, comte de Romanones                         | 2e fois. |
| 8 mars 1899                                                                            | Ventura García Sancho Ibarrondo (es), marquis de Aguilar de Campoo      | Conservateur. Il est passé au ministère des affaires étrangères.                                                                           |
| 16 avril 1900                                                                          | Manuel Allendesalazar Muñoz                                             | Conservateur. |
| 10 juillet 1900                                                                        | Mariano Fernández de Henestrosa (es), duc de Santo Mauro                | |
| 7 mars 1901                                                                            | Alberto Aguilera y Velasco (es)                                         | Libéral, 1re fois. |
| 23 décembre 1902                                                                       | Vicente Cabeza de Vaca y Fernández de Córdoba (es), marquis de Portazgo | Conservador. |
| 25 juillet 1903                                                                        | Salvador Bermúdez de Castro O'Lawlor, marquis de Lema                   | Conservateur. |
| 23 décembre 1904                                                                       | Gonzalo de Figueroa y Torres, comte de Mejorada del Campo               | |
| 28 juin 1905                                                                           | Eduardo Vincenti y Reguera (es)                                         | Libéral, 1re fois. |
| 15 juin 1906                                                                           | Alberto Aguilera y Velasco (es)                                         | Libéral, 2e fois. |
| 1907                                                                                   | Eduardo Dato e Iradier                                                  | Conservador. |
| 7 mai 1907                                                                             | Joaquín Sánchez de Toca Calvo                                           | Conservateur, 2e fois. |
| 28 octobre 1907                                                                        | Nicolás de Peñalver y Zamora (es), comte de Peñalver                    | 3e fois |
| 23 octobre 1909                                                                        | Alberto Aguilera y Velasco (es)                                         | Libéral, 3e fois. |
| 12 février 1910                                                                        | José Francos Rodríguez (es)                                             | 1re fois. |
| 6 février 1912                                                                         | Joaquín Ruiz Jiménez                                                    | Libéral, 1re fois. |
| 19 juin 1913                                                                           | Eduardo Vincenti y Reguera (es)                                         | 2e fois. |
| 2 novembre 1913                                                                        | Luis de Marichalar y Monreal, vicomte de Eza                            | Conservateur. Démissionne de sa charge. |
| 21 juillet 1914                                                                        | Carlos Prats y Rodríguez de Llano                                       | |
| 17 septembre 1914                                                                      | José del Prado Palacio (es)                                             | Conservateur, 1re fois. |
| 13 décembre 1915                                                                       | Joaquín Ruiz Jiménez                                                    | 2e fois. |
| 8 mai 1916                                                                             | Martín Rosales Martel, duc de Almodóvar del Valle                       | Libéral. |
| 26 avril 1917                                                                          | Luis Silvela Casado                                                     | Libéral. 1re fois. |
| 17 juin 1917                                                                           | José del Prado Palacio (es)                                             | 2e fois. |
| 1er décembre 1917                                                                      | Fernando Barón y Martínez de Agulló, comte de Colombí                   | |
| 26 décembre 1917                                                                       | José Francos Rodríguez (es)                                             | 2e fois. |
| 30 avril 1918                                                                          | Luis Silvela Casado                                                     | 2e fois. |
| 27 décembre 1918                                                                       | Luis Garrido Juaristi (es)                                              | |
| 1er avril 1920                                                                         | Ramón Rivero de Miranda, comte de Limpias                               | |
| 26 décembre 1921                                                                       | Alfredo Serrano Jover                                                   | |
| 30 décembre 1921                                                                       | Álvaro de Figueroa y Alonso Martínez, marquis de Villabrágima           | Fils du comte de Romanones, alcalde en 1894.                                                                                               |
| 22 mars 1922                                                                           | José María Garay, comte del Valle Suchil                                | |
| 18 décembre 1922                                                                       | Joaquín Ruiz Jiménez                                                    | 3e fois. |
| 5 août 1923                                                                            | Faustino Nicoli                                                         | |
| Dictature de Primo de Rivera                                                           |                                                                         | |
| 5 octobre 1923                                                                         | Alberto Alcocer y Ribacoba (es)                                         | 1re fois. |
| 3 juillet 1924                                                                         | Joaquín Fernández de Córdoba y Osuna, duc de Arion (es)                 | Nommé, refuse la charge. |
| 9 juillet 1924                                                                         | García Rodrigo                                                          | Intérimaire. |
| 13 septembre 1924                                                                      | Fernando Suárez de Tangil y Angulo, comte de Vallellano                 | |
| 11 avril 1927                                                                          | Emilio Antón                                                            | Alcalde provisoire. |
| 28 avril 1927                                                                          | Manuel Semprún y Pombo (es)                                             | |
| 16 décembre 1927                                                                       | Rafael Carlos Gordon Arístegui, comte de Mirasol                        | Intérimaire. |
| 20 décembre 1927                                                                       | José María de Aristizábal Manchón (es)                                  | |
| 10 février 1930                                                                        | José María de Hoyos y Vinent de la Torre O’Neill (es), marquis de Hoyos | |
| 1931                                                                                   | Joaquín Ruiz Jiménez                                                    | 4e fois. |
| Seconde République                                                                     |                                                                         | |
| 15 avril 1931                                                                          | Pedro Rico López (es)                                                   | Militant de l'Action républicaine, il est candidat de la Conjonction républicano-socialiste et élu aux élections de 1931.                  |
| 6 octobre 1934                                                                         | José Martínez de Velasco                                                | Du Parti Agraire. Après la révolution de 1934, les municipalités sont suspendues.                                                          |
| octobre 1934                                                                           | Rafael Salazar Alonso (es)                                              | Parti républicain radical. Il démissionne à la suite d'un scandale.                                                                        |
| octobre 1935                                                                           | Sergio Álvarez de Villamil (es)                                         | |
| 20 février 1936                                                                        | Pedro Rico López (es)                                                   | Membre de l'Unión Republicana, il est exilé au début de la guerre. Après le triomphe du Front populaire, les municipalités sont rétablies. |
| 8 novembre 1936                                                                        | Cayetano Redondo Aceña (es)                                             | PSOE. |
| 23 avril 1937                                                                          | Rafael Henche de la Plata                                               | PSOE, il est exilé et emprisonné durant la guerre.                                                                                         |
| 28 mars 1939                                                                           | Melchor Rodríguez García                                                | CNT-FAI |
| Maires durant le franquisme.                                                           |                                                                         | |
| 1939                                                                                   | Alberto Alcocer y Ribacoba (es)                                         | 2e fois. |
| 1946                                                                                   | José Moreno Torres (es), comte de Santa Marta de Babio                  | |
| 1952                                                                                   | José Finat y Escrivá de Romaní (es), comte de Mayalde                   | |
| 1965                                                                                   | Carlos Arias Navarro, marquis de Arias Navarro                          | En 1973, il quitte sa charge pour celle de ministre de l'Intérieur.                                                                        |
| 1973                                                                                   | Miguel Ángel García-Lomas Mata (es)                                     | |
| Maires durant la transition démocratique.                                              |                                                                         | |
| 1976                                                                                   | Juan de Arespacochaga y de Felipe (es)                                  | |
| 1978                                                                                   | José Luis Álvarez y Álvarez                                             | Il démissionne pour se présenter aux élections pour l'UCD.                                                                                 |
| 1979                                                                                   | Luis María Huete y Morillo (es)                                         | Adjoint du précédent, intérimaire. |
| Maires élus depuis 1979.                                                               |                                                                         | |
| 15 mai 1979                                                                            | Enrique Tierno Galván                                                   | Membre du PSOE, il est réélu en 1983 et meurt en fonction.                                                                                 |
| 19 janvier 1986                                                                        | Juan Antonio Barranco Gallardo                                          | Il est destitué par une motion de censure.                                                                                                 |
| 29 juin 1989                                                                           | Agustín Rodríguez Sahagún                                               | Membre du CDS, il est investi après la motion de censure contre Barranco.                                                                  |
| 5 juillet 1991                                                                         | José María Álvarez del Manzano y López del Hierro                       | Membre du PP, il est réélu en 1995 et 1999.                                                                                                |
| 14 juin 2003                                                                           | Alberto Ruiz-Gallardón Jiménez                                          | Membre du PP, il est réélu en 2007 et 2011. Il démissionne la même année pour devenir ministre de la Justice.                              |
| 22 décembre 2011                                                                       | Manuel Cobo Vega                                                        | Maire par intérim. |
| 27 décembre 2011                                                                       | Ana María Botella Serrano                                               | Membre du PP. Élue en cours de mandat, elle est la première femme maire de Madrid.                                                         |
| 13 juin 2015                                                                           | Manuela Carmena                                                         | Élue sous l'étiquette Maintenant, Madrid, elle est le premier maire de gauche depuis 1989.                                                 |
| 16 juin 2019                                                                           | José Luis Martínez-Almeida                                              | Membre du PP. Élu avec le soutien de Ciudadanos et Vox, il est réélu en 2023.                                                              |

## Honneurs
Les maires de Madrid et de Barcelone sont désignés par la qualification « Son Excellence ».

## Sources
- (es) José Antonio de Armona y Murga: Catálogo de los corregidores de Madrid desde el año 1219 hasta el 1786, continuado hasta 1869 por Ramón de Mesonero Romanos: apéndice nº 7 de El antiguo Madrid: paseos históricos-anecdóticos por las calles y casas de esta villa (1881).
- (es) Mauro Hernández Benítez: A la sombra de la corona: poder local y oligarquía urbana. Madrid, 1606–1808 (1995), pág. 381.
- (es) Ayuntamiento de la ciudad de Madrid: Alcaldes entre 1800–1840, 1842–1900 y desde 1901.
- (es) « Lista completa de alcaldes de Madrid »(Archive.org • Wikiwix • Archive.is • Google • Que faire ?)